# Ronald Burns (lekkoatleta)
Ronald Burns (ur. 9 października 1903 w Kasauli, zm. 7 czerwca 1985 w Perth) – indyjski lekkoatleta, uczestnik igrzysk olimpijskich w 1928.
Burns na Letnich Igrzyskach Olimpijskich 1928 startował w dwóch konkurencjach biegowych: 100 m (ok. 11,3 s i szóste miejsce w swym wyścigu eliminacyjnym) i 200 m (czwarte miejsce w swoim biegu kwalifikacyjnym). W obu jednak nie awansował do kolejnych faz zawodów.
Rekordy życiowe: bieg na 100 jardów – 10,0 s (1927), bieg na 200 metrów (lub jardów) – 22,2 s (1927).